# Complejidad

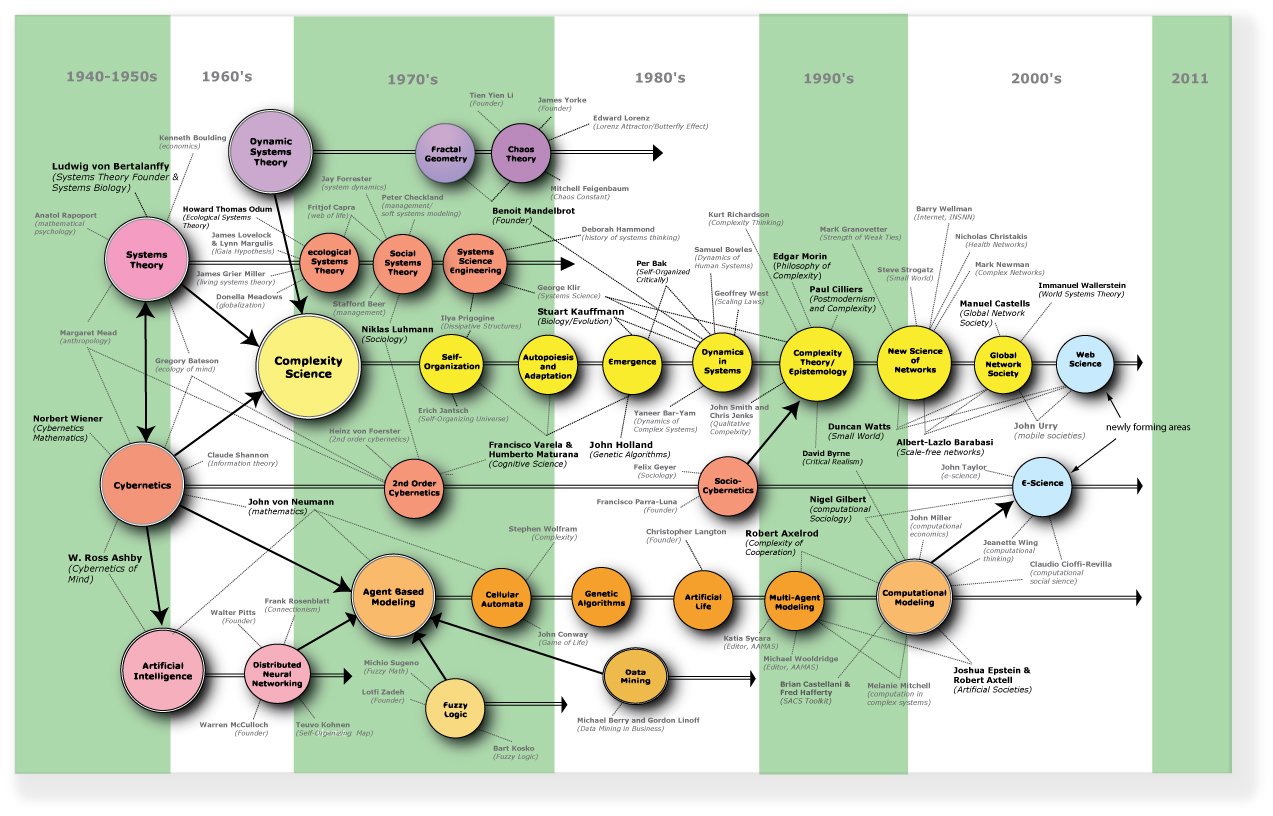
Póster de presentación de las disciplinas y especialidades más importantes en materia de complejidad.

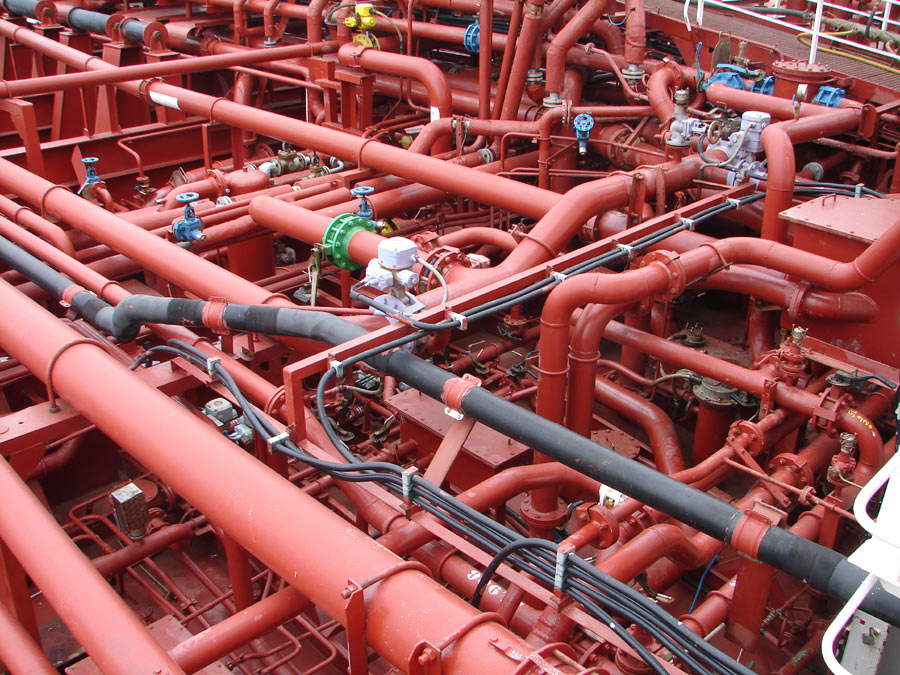
Ilustración metafórica de la complejidad. En la foto, las tuberías son numerosas, mezclándose diferentes longitudes, diámetros, interconexiones, llaves de paso, recorridos, etc, lo que al primer golpe de vista no facilita la comprensión en absoluto.

Complejidad es la cualidad de lo que está compuesto de diversos elementos interrelacionados. Por un lado, en términos coloquiales, la palabra complejidad tiende a ser utilizada para caracterizar un conjunto intrincado y difícil de comprender ("complicado"). Por otro lado propone un reconocimiento y acercamiento a las conductas del comportamiento del ser humano, en torno a un sistema compuesto de partes interrelacionadas que como un conjunto exhiben propiedades y comportamientos no evidentes a partir de la suma de las partes individuales para no ser deterioradas por entornos grupales. Un sistema complejo normalmente no es complicado, lo que permite estudiarlo y, una vez entendido, se encuentran mecanismos muy simples que producen complejidad.
La complejidad es una noción utilizada en diferentes campos tales como la filosofía y la epistemología (consultar obras de Anthony Wilden y de Edgar Morin), así como también la física, la biología (consultar obras de Henri Atlan), la sociología, la informática, la matemática, y también las llamadas ciencias de la información y de la comunicación o TIC. La definición de «complejidad», por cierto, tiene importantes sesgos diferenciadores según el dominio en consideración.

## Etimología
Desde un punto de vista etimológico, la palabra complejidad es de origen latino, proviene de complectere, cuya raíz plectere significa 'trenzar, enlazar'. El agregado del prefijo com- añade el sentido de la dualidad de dos elementos opuestos que se enlazan íntimamente, pero sin anular su dualidad. De allí que complectere se utilice tanto para referirse al combate entre dos guerreros, como al entrelazamiento de dos amantes. La complejidad y sus implicaciones son las bases del denominado pensamiento complejo de Edgar Morin.

## La complejidad vista desde la teoría de la información
Una noción de complejidad es definida en teoría algorítmica de la información.

### Complejidad algorítmica

Relaciones entre las clases de complejidad, que son subconjuntos unas de otras.

Diagrama de clases de complejidad para el caso P ≠ NP. La existencia de problemas fuera tanto de P como de NP-completos fue determinada por Richard E. Ladner.

La teoría de la complejidad de los algoritmos estudia formalmente la dificultad intrínseca de los problemas algorítmicos. Así, se definen varias clases de complejidad (P, NP,...) pudiéndose entonces clasificar los algoritmos según sus características.

### Complejidad de Kolmogórov
La teoría de la complejidad de Kolmogórov define la complejidad de un objeto finito por el tamaño del más pequeño programa informático (en sentido teórico) que permite reproducir ese objeto.
Así por ejemplo, un texto comprensible tiene una complejidad débil, pero también contiene poca información. Es así que los utilitarios generalistas para compresión no pueden comprimir eficazmente archivos totalmente aleatorios (operación por naturaleza imposible), pero sí archivos que se sabe de antemano conllevan cierta redundancia que se traduce en correlaciones.

## La complejidad desde el punto de vista de la física
Intuitivamente, un sistema es complejo cuando está compuesto por múltiples ramificaciones (aunque algo con estas características no es forzosamente complejo y complicado, ya que al descomponerlo en partes puede resultar relativamente sencillo de comprender). Dos criterios permiten caracterizar esta noción de una manera más fina y concreta: el número de partes, y la independencia de las partes.

## La complejidad en Biología
En el caso de los seres vivos, la complejidad emerge por etapas. Dos grandes principios parecen intervenir de manera repetitiva en este proceso: la « yuxtaposición» de entidades similares o idénticas, y luego la « integración» de las mismas en entidades más complejas, donde ellas constituyen sus partes. Georges Chapouthier propuso para esos conjuntos compuestos el término «mosaico vivo». En arte, un mosaico es un conjunto que integra pequeños elementos, las «teselas», que no obstante conservar sus características individuales de forma y color, al integrarse en el todo cobran otra significación. En un « mosaico vivo», el «todo» está constituido por capas o divisiones (célula, organismo, comunidad…) en donde se deja cierta autonomía de funcionamiento a esas partes. Una concepción similar en «mosaico» fue propuesta por el lingüista Stéphane Robert en lo referente a la complejidad del lenguaje.

## La complejidad en la Educación mediada por tecnologías
El fenómeno de la educación en, el contexto de las sociedades de la información como lo plantea la UNESCO en 2005. Hacia las sociedades del conocimiento, es un fenómeno complejo porque no solamente intervienen factores pedagógicos y tecnológicos sino también sociales, políticos, económicos y culturales. Por lo que para poder comprender este fenómeno, es necesario abordarlo desde la complejidad como lo plantea Morin en Los 7 Saberes Necesarios para la Educación del Futuro. Sin embargo, existen otras corrientes de estudio sobre complejidad y educación que se basan en  proyectos experimentales sobre la cognición y el aprendizaje (Jacobson y Wilensky). y pedagogías emergentes que se han aplicado desde la educación básica a la superior, con el propósito de plantear una nueva epistemología como lo señala Luis Fernando Quiroga.
Desde esta perspetiva hay que señalar los trabajos de Landis, Anastasio y Slivka, que apuntan que los primeros trabajos sobre complejidad y educación datan de la década de los sesenta como entidades con estructuras propias y dinámicas; posteriormente Ackoff refiere las condiciones en las que las entidades educativas se van adaptando. Mason determina la importancia de las propiedades emergentes en la educación; Lemke y Sabelli trabajaron han trabajado temas sobre la organización multi-escala jerárquica, patrones emergentes, modelado basado en agentes, atractores dinámicos y repulsores, los flujos de información y las limitaciones, la interacción sistema-medio ambiente, trayectorias de desarrollo, interacción a través de escalas de tiempo; Davies y Sumara hablan sobre los alumnos como unidades complejas, mientras que autores como Brusilovsky y Peylo, y Bozhilov, Stefanov y Stoyanov desarrollaron trabajos sobre el aprendizaje adaptativo y el alumno.

## Sistemas Complejos
Un sistema complejo es un sistema compuesto de partes interrelacionadas que como un conjunto exhiben propiedades y comportamientos no evidentes a partir de la suma de las partes individuales. Las características de los sistemas complejos (como la interdependencia, la diversidad y la adaptabilidad de los agentes, etc.), desafían los supuestos básicos de las teorías tradicionales.

### El número y la independencia de las partes
Un sistema complejo está formado de un gran número de partes. Tomando esta definición en sentido estricto, en realidad todos los sistemas materiales serían complejos, salvo posiblemente las partículas subatómicas, los átomos, los iones, y las moléculas. Pero un sistema puede tener un gran número de partes sin presentar características muy complicadas o rebuscadas, si es el caso por ejemplo que se estudia el movimiento, y se constata que todas sus partes se mueven al unísono, o sea en forma solidaria. La independencia de las partes precisamente excluye el caso señalado, aunque el concepto correspondiente es difícil de definir con precisión.
En la medida que consideremos un sólido como un cuerpo perfectamente rígido, con toda evidencia sus partes no son independientes unas de otras, y con solamente algunas cifras, con solo algunas variables de estado, podemos caracterizar completamente el estado de movimiento del sólido: posición del centro de inercia, velocidad de traslación, velocidad de rotación, etc, y con estas informaciones, el movimiento de cada una de las partículas del sólido queda perfectamente determinado. Por el contrario, si se considera que el cuerpo no es completamente rígido, se podrían estudiar las vibraciones, y por cierto, los movimientos resultantes de las partículas entonces serían mucho más complicados. Algo similar podría afirmarse de un fluido, aunque obviamente aquí se debiera distinguir entre el movimiento estacionario del fluido y el movimiento turbulento.
Para describir los movimientos de un cuerpo con partes independientes unas de otras, se requiere naturalmente muchas más variables de estado, en teoría un número infinito. Y en este contexto, afirmar que sus partes son independientes, no implica que ellas no interactúen unas con otras, sino solamente que el conocimiento del estado de una de sus partes proporciona muy poca información o ninguna información respecto del estado de las otras partes.
Como podrá observarse, en buena medida hay subjetividad y ambigüedad en la apreciación de este concepto de independencia, y de allí surgen las grandes dificultades que se tienen para definir este concepto en buenos términos. Un sistema mal conocido puede parecer bien complejo, ya que en ese marco se revela como inexplicable, si bien que podría parecer muy simple si solamente se tienen en cuenta observaciones y descripciones superficiales.

### Algunos lineamientos para estudiar la complejidad
- Los sistemas simples son objeto de estudios privilegiados, pues son sistemas que se pueden caracterizar como resultado de una experiencia, y cuyos resultados son reproducibles. Este interés por la simplicidad explica en parte porqué se encuentran, en los libros y laboratorios de física, las mismas geometrías simples analizadas una y otra vez (círculo, esfera, cilindro,...).

En una primera aproximación, puede decirse que los sistemas complejos en realidad son todos los sistemas, pues la complejidad es la regla y la simplicidad la excepción.
- El conocimiento preciso del estado presente de un sistema complejo trae consigo el problema de la identificación/determinación de los parámetros.

- Los sistemas complejos nos dan muchas sorpresas: emergencia (surgimiento, aparición) de propiedades colectivas, autoorganización, números de Feigenbaum en los sistemas caóticos. El Santa Fe Institute, creado en Estados Unidos por varios especialistas en física (y entre ellos Murray Gell-Mann), y cuya denominación significativa es Institute for multidisciplinary study on complex adaptive systems o Institute for complexity research expanding the boundaries of science (en español Instituto de estudios multidisciplinarios sobre sistemas complejos adaptativos o Instituto de investigación sobre complejidad para la expansión de las fronteras de la ciencia), sin duda ha tomado el análisis de este tipo de asuntos como su actividad principal.

Para aprehender o captar la complejidad en toda su riqueza, es necesario poner en juego diferentes dominios de conocimientos y diferentes enfoques. Dar cuenta de la complejidad del mundo obviamente parece un objetivo válido para los investigadores. Y Edgar Morin, sociólogo y filósofo, propuso un interesante abordaje de la complejidad en una conferencia que dictó en Francia en 1993 («Introduction à la complexité»).
A poco que se analiza la temática de la complejidad, puede notarse la capacidad de este asunto de todo poner a discusión y de todo poner en duda. La complejidad notoriamente es resultado de los efectos entremezclados de muchos parámetros, los que se influencian y potencian unos a otros. No obstante ello, muchos de nuestros abordajes consisten en simplificaciones que aíslan efectos, sin ponerlos en relación unos con otros, lo que notoriamente enlentece y complica el proceso de comprensión en su conjunto del sistema estudiado. Por algo la teoría general de sistemas a veces es llamada sistémica.
- Complicación y complejidad

La redundancia no debe ser interpretada como una repetición en condiciones idénticas, sino el despliegue de una multitud de diferentes versiones con un mismo esquema o motivo (en inglés pattern).
En consecuencia, es posible modelizar la complejidad en términos de redundancia funcional, a similitud por ejemplo de lo que sucede en un estaurant chino, donde diversas funciones son efectuadas en un mismo lugar de la estructura, o bien en términos de redundancia estructural, a similitud por ejemplo de lo que sucede en una fábrica donde una misma función es ejecutada en varios diferentes lugares de una estructura.
1 - La redundancia estructural designa estructuras diferentes para ejecutar una misma función, como por ejemplo el doble circuito de frenado de un automóvil, o como por ejemplo varios diferentes talleres donde se fabrica un mismo tipo de pieza o un mismo tipo de dispositivo. La redundancia estructural caracteriza la «complicación». La redundancia estructural se ilustra con el doble circuito de frenado para mayor seguridad en la conducción de los automóviles modernos, así como con la multiplicidad de circuitos de comando eléctrico, hidráulico, o neumático, instalados en vehículos de guerra, para que así funcionen en condiciones extremas luego de haber sufrido daños durante un combate.
2 - La redundancia funcional es la que corresponde a multiplicidad de funciones diferentes ejecutadas en un mismo punto de una estructura, como por ejemplo un taller de artesano, donde se ejecutan con regularidad diferentes operaciones sobre diferentes materiales. La redundancia funcional caracteriza la «complejidad» así como la condición de autoorganización de Henry Atlan. Es el concepto de «variedad» del neuropsiquiatra William Ross Ashby traspasado a la cibernética.
La complicación corresponde a la redundancia estructural de una configuración, y la complejidad corresponde a la redundancia funcional, a similitud de un restaurante que presenta un menú con al menos cuarenta diferentes opciones, o a similitud de una taladradora eléctrica de aficionado con una multiplicidad de accesorios para diferentes funciones, o a similitud de un bien equipado banco de carpintero que permite serrar, cepillar, perforar, y tutti quanti es representativo de esta complejidad.
- Complejidad de lo real, complejidad de lo virtual:

En el mundo real, una parte de la complejidad proviene de la irracionalidad de los actores (y de los diversos resultados de sus decisiones), así como de la multiplicidad de impactos externos en la medida que consideremos sistemas abiertos. En el mundo virtual, dificultades específicas por cierto aparecen: identificación de entidades virtuales; definición de las mismas y establecimiento de sus roles; procedimientos de autentificación, etc.

## El pensamiento complejo
El pensamiento complejo es una noción utilizada en filosofía y epistemología por autores tales como Anthony Wilden o Edgar Morin, y que también se aplica en física y biología (Henry Atlan), así como en sociología, en informática, y en otras disciplinas. La definición varía significativamente según el área del conocimiento considerada.
Sin embargo, del uso del pensamiento complejo en todas estas disciplinas es el reconocimiento de que la realidad es compleja:  no puede contemplarse desde un pensamiento disyuntivo, reduccionista, simplificador y predominantemente acrítico. Se requiere de una visión holística e integrada que vislumbre las distintas perspectivas de un objeto o situación. Desde la óptica psicológica este tipo de pensamiento se conceptualiza como “aquel capaz de profundizar críticamente en la esencia de los fenómenos, jugando con la incertidumbre y concibiendo la organización”
Por su parte, Edgar Morin ve el mundo como un todo indisociable, y propone un abordaje de manera multidisciplinar y multirreferenciada, de manera que se pueda lograr la construcción del pensamiento, contraponiéndose a la causalidad para encarar fenómenos como una totalidad orgánica. Morin hace mención de una situación paradójica: se han adquirido una increíble cantidad de conocimientos sobre el mundo, el universo, y el ser humano, obtenidos primordialmente con el método científico: en nombre de la razón se creyó enterrar mitos y tinieblas. Y sin embargo el error, la ignorancia, la ceguera progresan por todas partes al mismo tiempo que los conocimientos (Morin, 2003).
El pensamiento complejo nos permite contemplar diferentes representaciones de un sistema, al mismo tiempo, (llamado metarrepresentación por Heylighten [1990]), con el fin de tener un entendimiento más completo del mismo.
Ante esta situación, se da lugar a la incertidumbre sobre lo que se sabe. Es decir, si el conocimiento existente es reestructurado, somos capaces de generarlo, abandonarlo y recuperarlo.  Al respecto, la visión del pensamiento complejo se opone al paradigma de la simplicidad, a la parcelación del saber, puesto que

(…) un conocimiento mutilado conduce a una práctica mutilante.

Lo anterior desencadena en que, la subjetividad y el desequilibrio se hagan presentes, lo que implica que los docentes deben trabajar con sus estudiantes en el desarrollo de un pensamiento complejo, que les permita contemplar epistemológica y holísticamente la realidad, siendo no solo un observante pasivo, sino participante y constructor de ella.

## Véase también

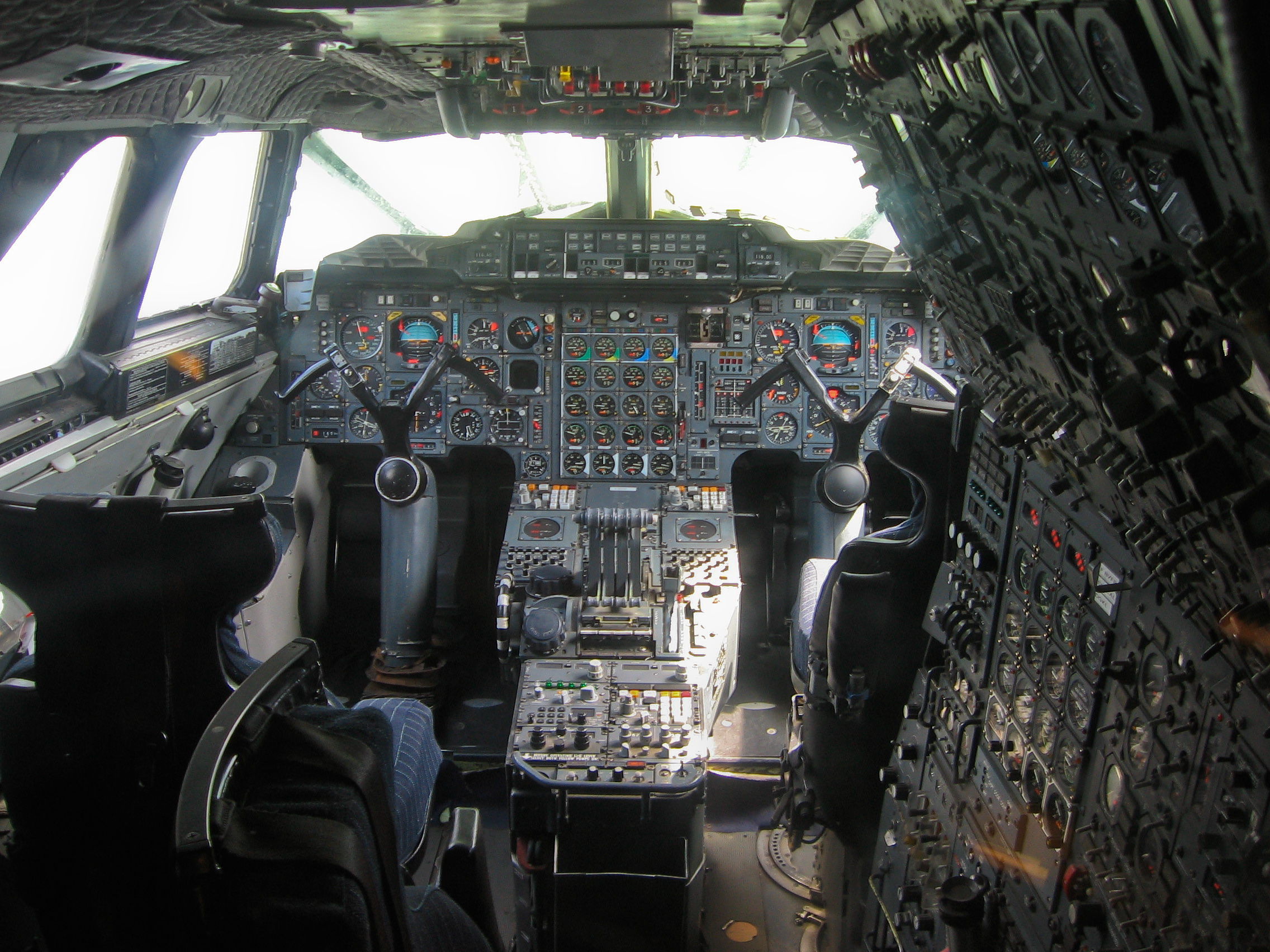
Cockpit (cabina de mando) de un Concorde, con sus numerosos e intrincados indicadores y comandos, lo que por cierto requiere una preparación muy especializada por parte de los pilotos.